# رینات داسایف
رینات فیض رحمانویچ داسایف (به روسی: Ринат Файзрахманович Дасаев) (زادهٔ ۱۳ ژوئن ۱۹۵۷ در آستراخان) دروازه‌بان سابق تاتار اهل شوروی بود. او در ۳ جام جهانی فوتبال ۱۹۸۲، ۱۹۸۶ و ۱۹۹۰ برای تیم ملی شوروی بازی کرد و پس از لو یاشین بهترین دروازه‌بان تاریخ فوتبال این کشور و از بهترین دروازه‌بانان دهه ۱۹۸۰ دنیا محسوب می‌شود.
داسایف در سال ۱۹۸۲ بهترین فوتبالیست سال شوروی شد. در سال ۱۹۸۰ مدال برنز المپیک مسکو را به همراه تیم ملی شوروی به دست آورد در نایب قهرمانی تیم ملی شوروی در یورو ۸۸ شریک بود، به همراه تیم اسپارتاک مسکو قهرمان شوروی در سال‌های ۱۹۷۹ و ۱۹۸۷ شد و در سال ۱۹۸۸ بهترین دروازه‌بان جهان به انتخاب فدراسیون بین‌المللی تاریخ و آمار فوتبال اعلام شد. او در مجموع ۹۱ بازی ملی برای شوروی انجام داد و دومین بازیکن از نظر تعداد بازی ملی برای شوروی است.
مجله «ورلد ساکر» به مناسبت پنجاهمین سالگرد انتشارش، با چند فوق ستاره فوتبال در سالهای گذشته مصاحبه کرده که رینات داسایف، دروازه بان پیشین شوروی سابق، یکی از آنهاست.
او در این مصاحبه درباره قشنگترین گلی که خورد این چنین گفت:
مطمئناً گلی که از مارکو فان‌باستن در فینال جام‌ملت‌های ۱۹۸۸ خوردم. آن قدر از زاویه‌ای تنگ شوت زد که اگر صدبار دیگر از همان‌جا شوت می‌کرد، توپش گل نمی‌شد. خیلی‌ها هر وقت مرا می‌بینند از آن گل استثنایی حرف می‌زنند. در حالی که از آن بازی بیست و دو سال گذشته.